# Гавриловский (Курская область)
Гаври́ловский — посёлок в Железногорском районе Курской области. Входит в состав Студенокского сельсовета. 

## География
Расположен на северо-западе Железногорского района, в 10 км к западу от Железногорска. Высота над уровнем моря — 204 м.

## История
В 1926 году в посёлке было 24 двора, проживало 138 человек (68 мужчин и 70 женщин). В то время Гавриловский входил в состав Трояновского сельсовета Долбенкинской волости Дмитровского уезда Орловской губернии. В 1928 году вошёл в состав Михайловского (ныне Железногорского) района. В 1937 году в посёлке было 20 дворов. Во время Великой Отечественной войны, с октября 1941 года по февраль 1943 года, находился в зоне немецкой оккупации. После упразднения Трояновского сельсовета, в 2017 году, посёлок вошёл в состав Студенокского сельсовета.

## Население
| 1926 | 1979 | 2002 | 2010 |
| ---- | ---- | ---- | ---- |
| 138  | ↘45  | ↘26  | ↘8   |

## Персоналии
- Котова, Валентина Ивановна (1933—2016) — бригадир сборщиков ленинградского производственного объединения «Светлана», Герой Социалистического Труда. Родилась в Гавриловском.